# Joseph Verdeur
Joseph Thomas „Joe“ Verdeur (* 7. März 1926 in Philadelphia, Pennsylvania; † 6. August 1991 in Bryn Mawr) war ein US-amerikanischer Schwimmer.
Bei den ersten Olympischen Spielen nach dem Zweiten Weltkrieg konnte er 1948 in London Olympiasieger über 200 m Brust werden. In seiner Laufbahn stellte er 19 Weltrekorde auf.
1966 wurde er in die International Swimming Hall of Fame aufgenommen.